# Лестница Пенроуза

Лестница Пенроуза

Лестница Пенроуза (бесконечная лестница, невозможная лестница) — это одна из основных невозможных фигур, открытая Оскаром Рутерсвардом. Модель её была разработана британским психиатром Лайонелом Пенроузом и его сыном, математиком Роджером Пенроузом (впоследствии лауреатом Нобелевской премии по физике 2020 года).

## История
Модель бесконечной лестницы впервые была опубликована Лайонелом и Роджером Пенроузами в журнале British Journal of Psychology в 1958 году. После публикации в 1960 году литографии «Восхождение и нисхождение» художника Маурица Эшера эта невозможная фигура стала одной из самых популярных. Впоследствии лестница Пенроуза часто встречалась в книгах, играх, головоломках, учебниках психологии и т. д.

## Описание
Представляет собой такую конструкцию лестницы, при которой в случае движения по ней в одном направлении (на рисунке к статье против часовой стрелки) человек будет бесконечно подниматься, а при движении в обратном — постоянно спускаться. При этом после завершения визуального маршрута человек окажется в той же точке, с которой начал своё передвижение. Лестница сконструирована таким образом, что существование её в реальном мире невозможно.